# 1944年夏季奥林匹克运动会
第十三屆夏季奥林匹克运动会（英語：the Games of the XIII Olympiad），原定於1944年在英國倫敦舉行。然而因第二次世界大戰爆發而停辦。
第二次世界大战爆發前夕，国际奥委会选定了第十三届奥运会会址，申请主办这届奥运会的有伦敦、雅典、布达佩斯、底特律、洛桑和蒙特利尔6个城市。1939年7月6日至9日国际奥委会伦敦会议选定伦敦为会址。但是，1939年9月1日第二次世界大戰歐戰部份正式展開，直至1944年大戰仍未停歇，奧運會只好停辦。